# Kruszownica strojna

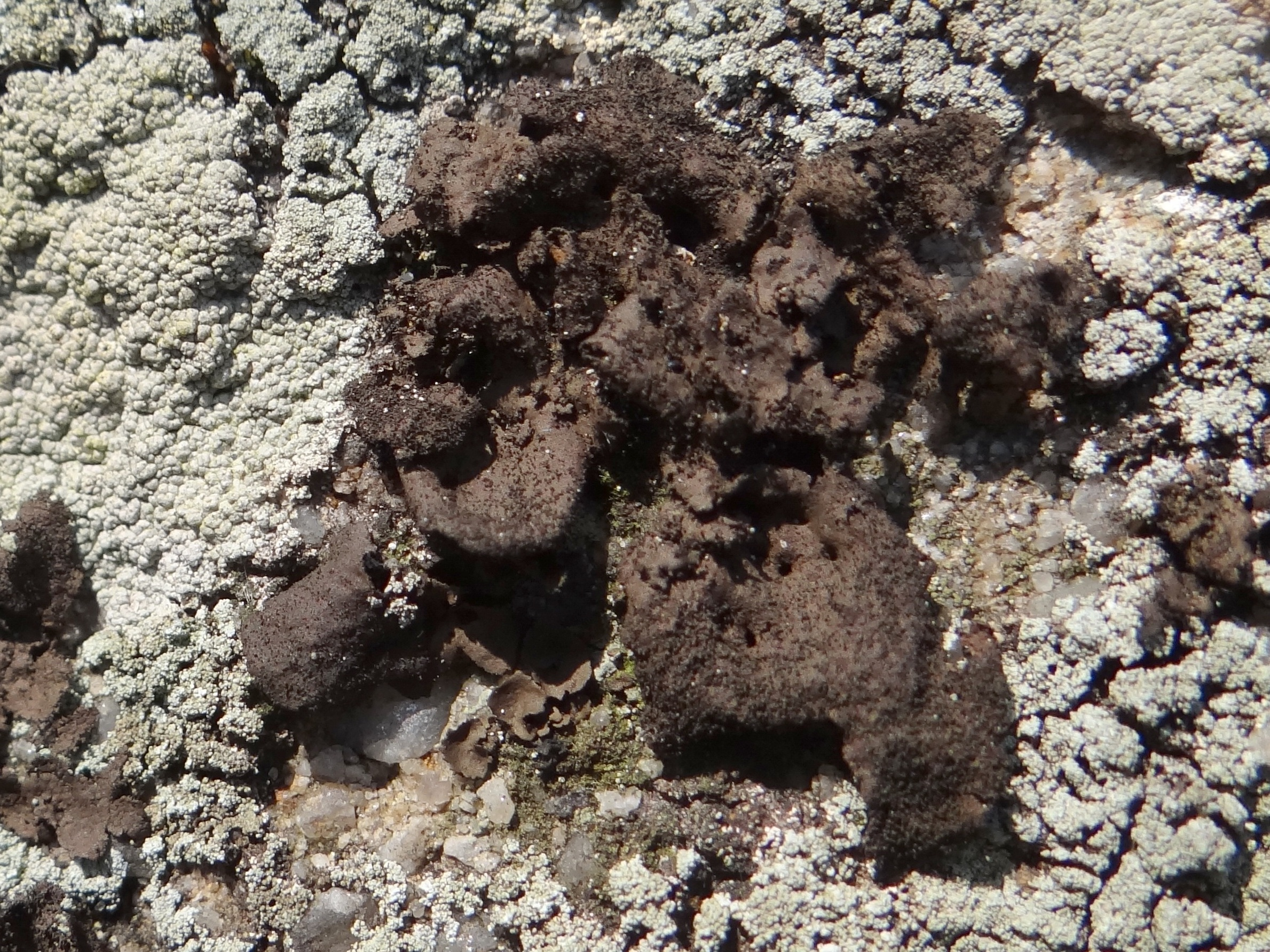

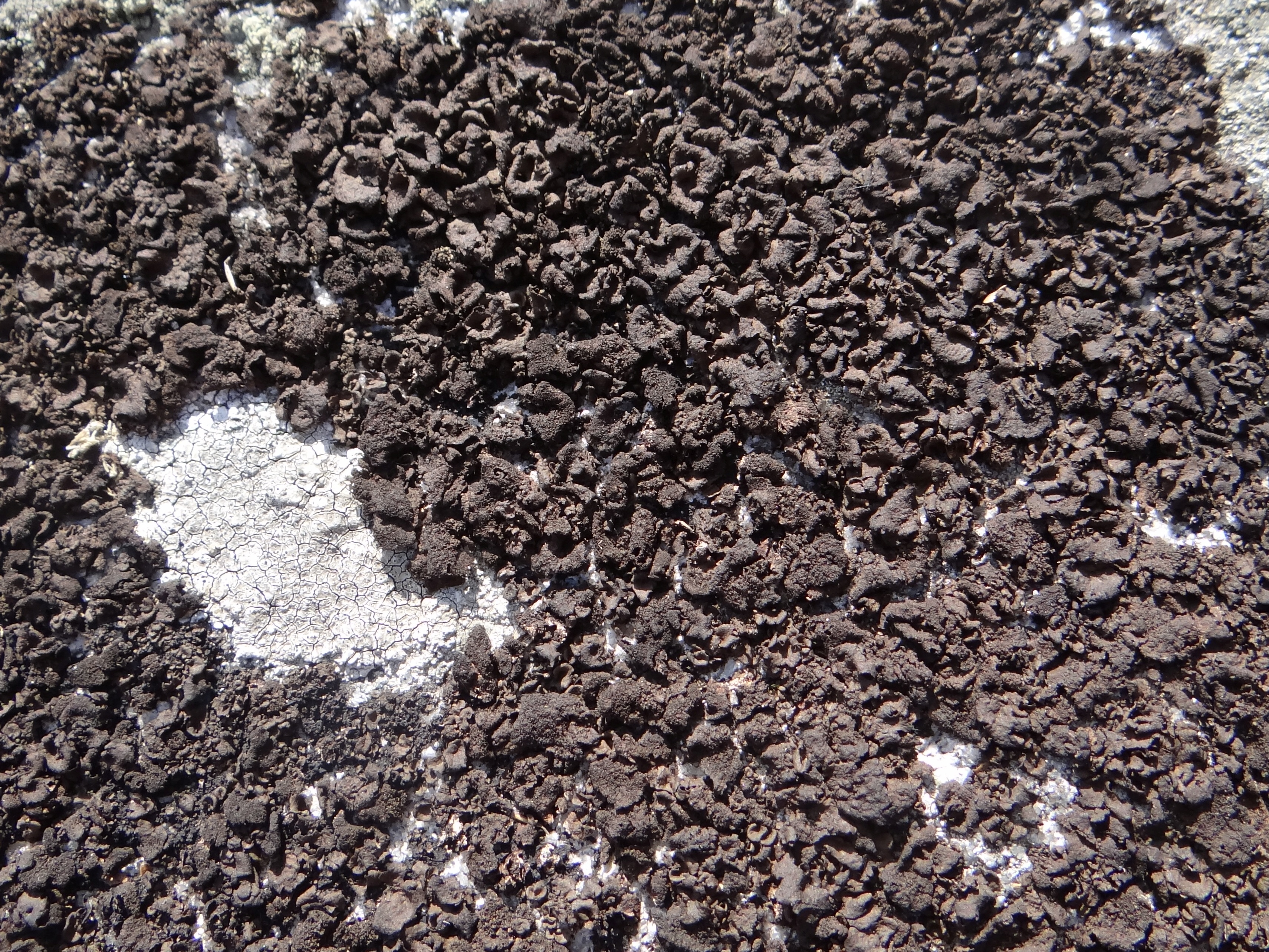

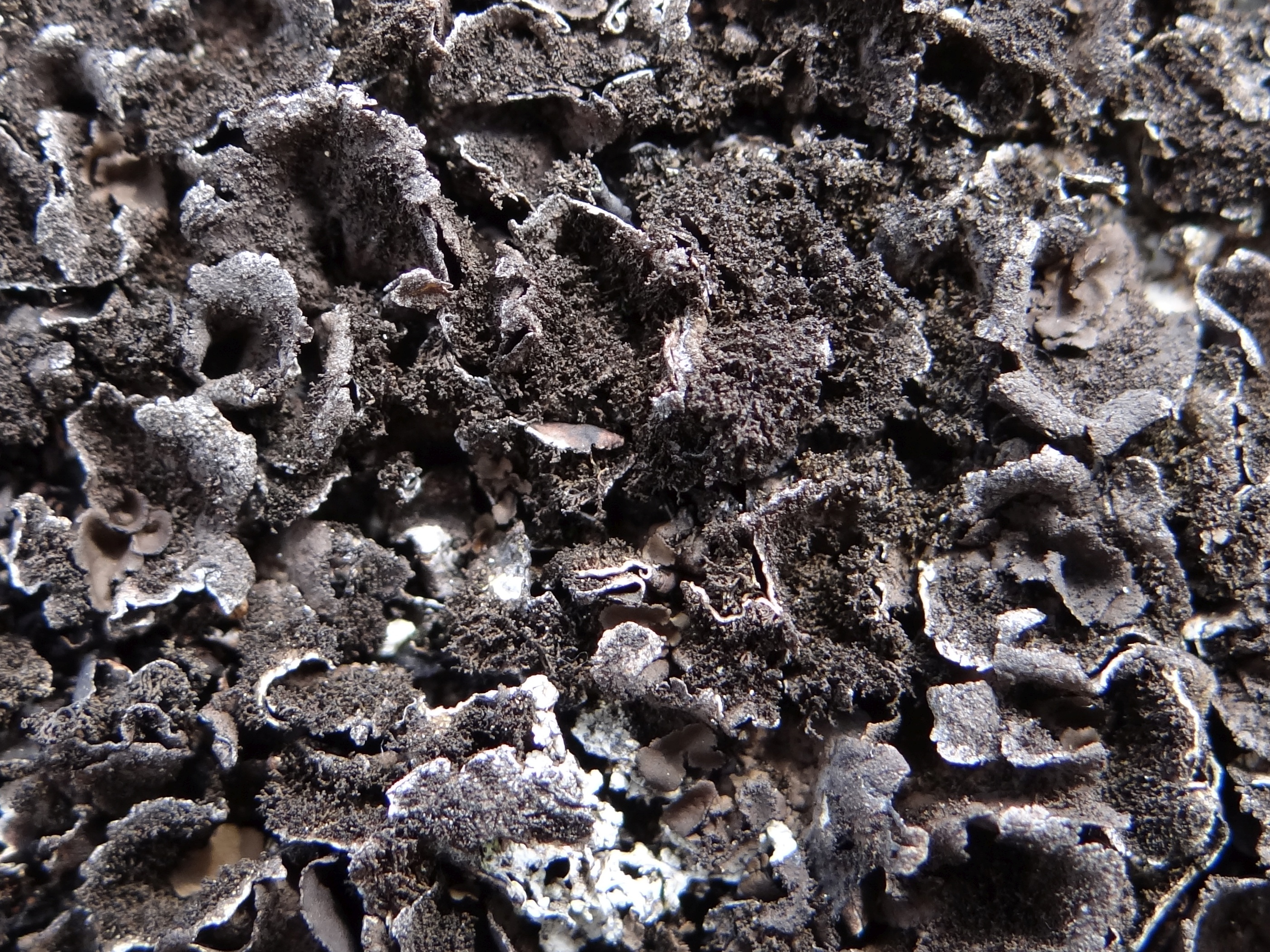

Kruszownica strojna (Umbilicaria deusta (L.) Baumg.) – gatunek grzybów z rodziny kruszownicowatych (Umbilicariaceae). Ze względu na współżycie z glonami zaliczany jest do porostów.

## Systematyka i nazewnictwo
Pozycja w klasyfikacji według Index Fungorum: Umbilicaria, Umbilicariaceae, Umbilicariales, Incertae sedis, Lecanoromycetes, Pezizomycotina, Ascomycota, Fungi.
Po raz pierwszy takson ten zdiagnozował w roku 1753 Karol Linneusz nadając mu nazwę Lichen deustus. Obecną, uznaną przez Index Fungorum nazwę nadał mu w roku 1790 Johann Christian Gottlob Baumgarten, przenosząc go do rodzaju Umbilicaria.
Synonimy nazwy naukowej:

- Gyromium deustum (L.) Wahlenb. 1814
- Gyrophora deusta (L.) Ach. 1803
- Gyrophora flocculosa (Wulfen) Turner & Borrer 1836
- Gyrophora polyphylla var. flocculosa (Wulfen) Hepp 1853
- Lichen deustus L. 1753
- Lichen flocculosus Wulfen 1791
- Umbilicaria flocculosa (Wulfen) Hoffm. 1796
- Umbilicaria varia var. deusta (L.) Leight. 1856
- Umbilicaria varia var. flocculosa (Wulfen) Leight. 1856

Nazwa polska według Krytycznej listy porostów i grzybów naporostowych Polski.

## Morfologia
Plecha listkowata złożona z pojedynczych listków lub wielolistkowa. Do podłoża przyrasta uczepem. Pojedyncza plecha ma mniej więcej okrągły lub nieregularny kształt i średnicę 1–4 cm, wyjątkowo do 9 cm. Jest cienka i w stanie suchym bardzo krucha. Górna powierzchnia ma barwę ciemnobrązową, jest gładka i pokryta koralkowatymi izydiami. Dolna powierzchnia ma barwę od jasnobrązowej przez ciemnobrązową do czarnej, jest gładka, miejscami chropowata i brak na niej chwytników.
Apotecja występują rzadko. Są czarne, siedzące lub wyrastające na krótkich trzoneczkach i mają średnicę do1,5 mm. Worki zgrubiałe, 8-zarodnikowe. Zarodniki bezbarwne, proste, szeroko elipsoidalne, o rozmiarach 6-12 × 4–8 μm.
Jest dość łatwa do odróżnienia od innych gatunków kruszownic. Morfologicznie i czasami również barwą podobna jest np. kruszownica zwyczajna (Umbilicaria cylindrica), kruszownica wielolistkowa (Umbilicaria polyphylla), kruszownica szorstka (Umbilicaria hirsuta), ale wśród wszystkich gatunków kruszownic tylko kruszownica strojna ma na górnej powierzchni izydia. Pomocnymi w identyfikacji tej kruszownicy cechami jest także brak chwytników na dolnej powierzchni, brak rzęsek na bokach listków i brązowa (czasami niemal czarna) barwa.
Reakcje barwne: rdzeń K, C + czerwony, KC + czerwony, P-. Kwasy porostowe: kwas gyrofosforowy, kwas lekanorowy.

## Występowanie i siedlisko
Jest szeroko rozprzestrzeniony na całej półkuli północnej; występuje w Ameryce Północnej, Europie i Azji oraz na wielu wyspach. W Europie na północy sięga po północne wybrzeża Grenlandii i archipelag Svalbard. Występuje na obszarach o klimacie umiarkowanym i zimnym, oraz w górach. Na półkuli południowej stwierdzono występowanie tylko na Falklandach. W Polsce jest dość częsty, ale tylko w niektórych regionach. Znajduje się na Czerwonej liście roślin i grzybów Polski. Ma status LC – gatunek słabo zagrożony. W latach 2004–2014 podlegał ochronie ścisłej, od października 2014 wykreślony został z listy chronionych gatunków porostów.
Występuje na kwaśnych skałach i kamieniach.